# Saint-Ythaire
Saint-Ythaire est une ancienne commune française située dans le département de Saône-et-Loire en région Bourgogne-Franche-Comté. Elle fait partie du pays du Clunisois.
À partir du 1er janvier 2023, la commune fusionne au sein de la commune nouvelle de Bonnay-Saint-Ythaire, l'ancienne commune conservant le statut de commune déléguée.

## Géographie

### Transports
La commune est coupée à l'est par la ligne du TGV sud-est (ligne Paris - Marseille). Les gares TGV les plus proches sont la gare TGV du Creusot à 34 km au nord, et la gare TGV de Mâcon à 40 km au sud.
Le GR 76b longe la bordure de la commune sur 400 m au sud près de Besanceuil, alors qu'il passe entre le sud du bois des Grands Chênes (commune de Saint-Ythaire) et le bois au lieu-dit le Verras (commune de Bonnay).

## Urbanisme

### Typologie
Saint-Ythaire est une commune rurale, car elle fait partie des communes peu ou très peu denses, au sens de la grille communale de densité de l'Insee,,,. 
La commune est en outre hors attraction des villes,.

### Occupation des sols
L'occupation des sols de la commune, telle qu'elle ressort de la base de données européenne d’occupation biophysique des sols Corine Land Cover (CLC), est marquée par l'importance des territoires agricoles (78,2 % en 2018), une proportion identique à celle de 1990 (78,2 %). La répartition détaillée en 2018 est la suivante : 
zones agricoles hétérogènes (48 %), forêts (21,8 %), prairies (19,3 %), terres arables (10,9 %). L'évolution de l’occupation des sols de la commune et de ses infrastructures peut être observée sur les différentes représentations cartographiques du territoire : la carte de Cassini (XVIIIe siècle), la carte d'état-major (1820-1866) et les cartes ou photos aériennes de l'IGN pour la période actuelle (1950 à aujourd'hui).

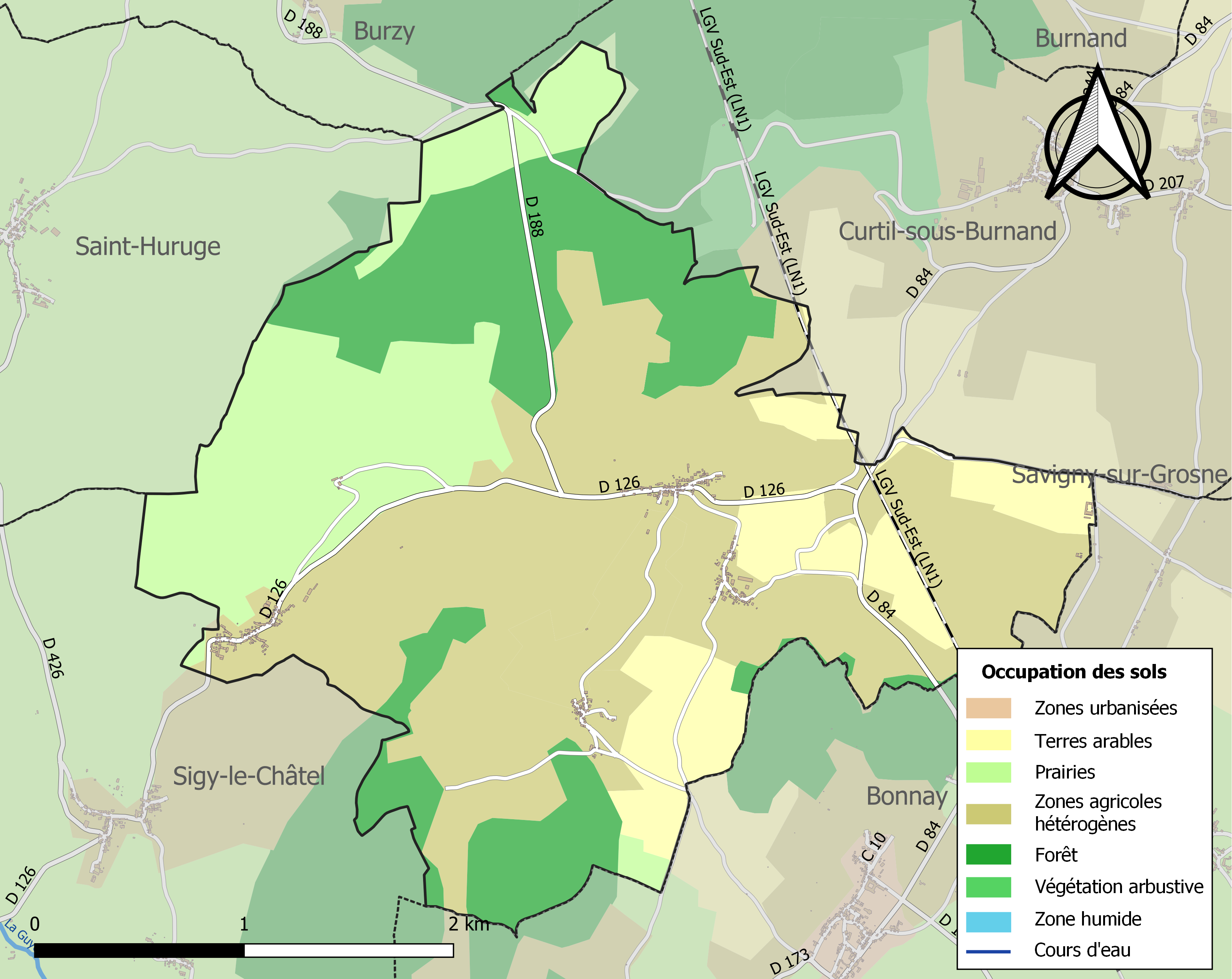
Carte des infrastructures et de l'occupation des sols de la commune en 2018 (CLC).

## Histoire
Saint-Ythaire s'appelait autrefois Mont-Aynard. La tradition locale le place sur un autre coteau qui porte maintenant un bois et les ruines du château d’Aynard, indiqué par les anciennes chartes sous le nom de Sanctus Iterius ou Hilarius. De ceci vient le nom de Saint-Ythaire (plus connu sous la forme de Saint Hilaire).
L’église  Saint-Barthélémy est donnée en bénéfice entre 1019 et 1030 à l’archiprêtré du Rousset sous la nomination directe de l’évêque. Besanceuil lui était annexé jusqu’en 1602.
1793 : Saint-Ythaire, dans le contexte révolutionnaire, change de nom et devient Monteynard (ou Mont-Ainard).
Le 1er janvier 2023, Saint-Ythaire devient une commune déléguée au sein de la commune nouvelle de Bonnay-Saint-Ythaire.

## Politique et administration
| Période                                  | Période    | Identité            | Étiquette | Qualité |
| ---------------------------------------- | ---------- | ------------------- | --------- | ------- |
| mars 1989                                | mars 2008  | Georges Budin       |           |         |
| mars 2008                                | mars 2014  | Marcel Joly         |           |         |
| mars 2014                                | 2015       | Patrick Campagne    |           |         |
| 2015                                     | avril 2017 | Jean-Paul Rigollet  |           |         |
| juillet 2017                             | 2020       | Murielle Gaudillère |           |         |
| 2020                                     |            | Jean-Pierre Renaud  |           |         |
| Les données manquantes sont à compléter. |            |                     |           |         |

## Démographie

Les vignobles du Mâconnais.

L'évolution du nombre d'habitants est connue à travers les recensements de la population effectués dans la commune depuis 1793. Pour les communes de moins de 10 000 habitants, une enquête de recensement portant sur toute la population est réalisée tous les cinq ans, les populations de référence des années intermédiaires étant quant à elles estimées par interpolation ou extrapolation. Pour la commune, le premier recensement exhaustif entrant dans le cadre du nouveau dispositif a été réalisé en 2005.

En 2020, la commune comptait 127 habitants, en évolution de +1,6 % par rapport à 2014 (Saône-et-Loire : −1,06 %, France hors Mayotte : +2,11 %).
| 1793 | 1800  | 1806  | 1821  | 1831  | 1836 | 1841 | 1846 | 1851  |
| ---- | ----- | ----- | ----- | ----- | ---- | ---- | ---- | ----- |
| 919  | 1 035 | 1 015 | 1 067 | 1 091 | 988  | 968  | 978  | 1 004 |

| 1856 | 1861 | 1866 | 1872 | 1876 | 1881 | 1886 | 1891 | 1896 |
| ---- | ---- | ---- | ---- | ---- | ---- | ---- | ---- | ---- |
| 984  | 976  | 975  | 676  | 663  | 616  | 588  | 504  | 451  |

| 1901 | 1906 | 1911 | 1921 | 1926 | 1931 | 1936 | 1946 | 1954 |
| ---- | ---- | ---- | ---- | ---- | ---- | ---- | ---- | ---- |
| 434  | 424  | 398  | 337  | 304  | 296  | 253  | 232  | 214  |

| 1962 | 1968 | 1975 | 1982 | 1990 | 1999 | 2005 | 2006 | 2010 |
| ---- | ---- | ---- | ---- | ---- | ---- | ---- | ---- | ---- |
| 193  | 183  | 139  | 157  | 145  | 122  | 118  | 119  | 132  |

| 2015 | 2020 | - | - | - | - | - | - | - |
| ---- | ---- | - | - | - | - | - | - | - |
| 125  | 127  | - | - | - | - | - | - | - |

## Lieux et monuments
- L'église Saint-Barthélémy est notable par l'alliance entre un clocher roman datant du XIIe siècle (aux environs de 1150), et une église néo-gothique du XIXe siècle. Deux chapelles latérales ont été fondées : l'une en 1645 dédiée à saint Claude, et l'autre en 1669 dédiée à saint Nicolas. Une note de 1675 indique que le chœur de l’église est "voûté, peint à l’antique et fort effacé". Orientée vers l’est, l'entrée de l'église originelle s'ouvrait sur la rue. La nef rejoignait le clocher situé au-dessus du chœur, avec l'abside placée au-delà. Deux séries de travaux au XIXe siècle détruisirent radicalement ce plan originel. Après un agrandissement en 1830, et une large reconstruction entre 1872 et 1875, le chœur ancien a été supprimé et remplacé à l’ouest par un chœur néo-roman, et l'entrée transférée sous la face est du clocher, inversant ainsi l'orientation de l'église[8].

### Personnalités liées à la commune
Sont attachés à l'histoire de la commune :
- Le lieutenant-colonel Charles Gilbert de La Chapelle est décédé à Saint-Ythaire le 15 avril 2000 à l’âge de 86 ans. Il fut chef de corps du 1er régiment étranger de cavalerie (1er REC) en 1960 en Algérie. En 1961, il entraîna son régiment dans le putsch des généraux. Lors de son procès, il se présente ainsi : « fils et petit-fils de soldats, né en 1914 en pleine guerre, je peux dire que j’ai appris sur les genoux de ma mère les sentiments de l’Honneur et de la Patrie… Pour moi il n’y a aucun doute, j’ai suivi la voie de l’honneur. Cette voie passe aujourd’hui par les prisons ». A la question du président Patin : « Avez-vous bien compris dans quelle erreur des aventuriers vous ont fait tomber ? » Le colonel répondit après un temps de silence : « On juge une politique à ses résultats, on ne juge pas l’honneur sur des résultats ».
- Jean Marie Jules Gauthier (Saint-Ythaire 1818-1878), qui construisit le château de Saint-Ythaire, historien et précepteur du comte d'Eu et du duc d'Alençon, petits-fils du roi Louis-Philippe Ier et de la reine Marie-Amélie (c'est lui qui a contribué à modifier l'église : il y est d'ailleurs enterré).
- Claudine Dupuis, née à Saint-Ythaire (hameau de Bierre) le 11 novembre 1831, en religion sœur Providence, religieuse de la congrégation du Saint-Enfant-Jésus (Chauffailles) affectée au dispensaire de Neuvy-Grandchamp de 1854 à sa mort le 14 février 1908, à qui fut décerné en 1904 le prix Montyon de l'Académie française[15].

### Héraldique
| Blason de Saint-Ythaire | Blason  | D'azur à la barre d'or accompagnée de deux coquilles d'argent. |
| Blason de Saint-Ythaire | Détails | Le statut officiel du blason reste à déterminer.               |

## Pour approfondir